# Salle du WAC
La Salle Omnisports du WAC est une salle couverte  d'une capacité de 3 000 places, située à Casablanca, elle accueille chaque année les matchs des sections du Wydad Athletic Club (omnisports).